# Serge Pey
Serge Pey (Toulouse, 6 de julho de 1950) é um poeta, escritor e improvisador oral francês.
É o responsável pela criação das revistas francesas "Émeute" em 1975, e "Tribu" em 1981.
Com uma poesia fundamentalmente popular, redige seus textos em bastões de madeira e tomates, com os quais realiza performances e instalações rituais de seus poemas, criando situações cênicas que vão do canto ao grafite. Cozinha versos em panelas de pressão, dança com os bastões e recita numa entonação ritmada e batida, remontando, por vezes, aos trovadores provençais – uma de suas inspirações declaradas.
Autor de artigos e crítico de arte, defendeu, em 1995, a tese "La Langue arraché", sobre a poesia oral, fundou o movimento de "Poésie Directe" (Poesia direta), além propor e organizar diversas marchas pela poesia por toda a Europa.[carece de fontes?]
Apesar de ter sua obra traduzida para dezenas de línguas, e ser mundialmente renomado, sobretudo por suas tomadas públicas contra o apartheid, aparece em português com apenas alguns fragmentos. A saber: oito poemas traduzidos por Márcio-André, na antologia "Confraria 2 anos" (editora Confraria do Vento, 2007) e um poema na revista "Coyote" (editora Iluminuras, 2007), edição número 15, traduzido por Alckmar Luiz dos Santos.
Atualmente, ensina poesia contemporânea no Centro de iniciativas artísticas (em francês: Centre d’Initiatives artistiques) da Université de Toulouse-Le-Mirail.

## Obras
- J’eux, Muret, ed. Henri Heurtebise, 1974.
- Poème pour M. E. après sa mort, Bègles, Castor Astral, 1975.
- Minute hurlée, Mexico / Toulouse, Imprimerie 34, 1979.
- De la ville et du fleuve, Toulouse, ed. Tribu, 1983.
- Vertenebre / Vertenebra, (Luis H. González Córdova, Daniel Sánchez, Felipe Agudelo Tenorio, trad.), Mexico, COMA, 1984.
- Le Livre immédiat de Tepotzlán, Mexico, ed. Tribu, 1985.
- Bajo la cruz del Sur, breve antología, Santiago du Chili, ed. Sinfronteras, 1986.
- La Définition de l’aigle. Photographies du paysage, avec 181 encres de Balbino Giner, Remoulins sur Gardon, Bremond, 1987.
- Notre Dame la Noire ou l’Évangile du Serpent / Nòstra Dòna la Negra o l’Evangèli de la Sèrp, (Éric Fraj, trad. e Corneille, serigrafia), trabalho parcialmente sobre madeira, Toulouse, ed.
- Poème pour un peuple mort, Limoges, Sixtus, 1989.
- Poème du cerf-volant, Aubervilliers, Les Petits Classiques du Grand Pirate, 1989.
- Poèmes mis en république, peinture de Yann Febvre (hommage à la conjuration des Égaux de Babeuf), Toulouse, Centre Léonard de Vinci, 1989.
- Couvre feu, journal de Santiago du Chili, Toulouse, ed. Tribu, 1990.
- Journal Ogham des hommes couvertures de la prison de Long Kesh, Aubervilliers, Les Petits Classiques du Grand Pirate, 1992.
- Le Même Temps (Serge Pey, auteur, Evaristo Benitez, litografias e B. G. Lafabrie, peintures), Paris, ed. Bernard Gabriel Lafabrie, Imprimerie d’Alsace-Lozère (coéd. avec Editorial Joan de Serrallonga), 1992.
- Dieu est un chien dans les arbres (Adonis, prefácio e Thierry Château, fotografias), Paris, Jean-Michel Place, 1993.
- Nierika ou Les Mémoires du cinquième soleil, Saussines (Hérault), Cadex, 1993.
- Interrogatoire, poème pour les assassins de Tahar Djaout, Rabat Zenati, Abdelhamid Benmenni Ammi Marengo Saad Bakhtaoui Abderrahmane Chergou Djamel Bouhidel Mustapha Abada Smaïl Yefsah Mustapha Saddouki Hamoud Hambli Rabah Guenznet Laadi Flici Mahfoud Boucebci Djilali Belkhenchir Abdelkader Allula et les autres..., Marseille, ed. Du CPIM, 1994.
- La Maronne, Aujargues (Gard), Artci-lab et Nîmes, sérigraphie Jean Villevieille, 1996.
- L’Enfant archéologue (Ladislas Kijino, illus.), Remoulins-sur-Gardon, J. Brémond, 1997.
- La Main et le couteau : entretien avec Thierry Renard (Thierry Renard, entretien), Vénissieux, Parole d’aube, 1997.
- L’Horizon est une bouche tordue / Der horizont ist ein gekrümmter mund (Johannes Strugulla, trad. et Heinz G. Hahs, collab.), Paris & Mainz, F. Despalles, 1998.
- Tout Homme : Le Lampeur. Poème pour les hommes de Carmaux (Daniel Coulet, illus.), Paris, Caisse des Dépôts et consignations, 1998.
- Les Aiguiseurs de couteaux. Coplas infinies pour les Hommes-Taureaux du dimanche: journal de la prison de Carabanchel suivi de La guitare de Coquelicot et de La dialectique du compas, Toulouse, ed des Polinaires, 1999.
- Si on veut libérer les vivants il faut savoir aussi libérer les morts: poèmes, articles, nouvelles, brouillons, images et bâtons du front de la poésie, Elne (Pyrénées Orientales), Voix éditions, 2000.
- Traités des chemins et des bâtons, Toulouse, ed. Terre blanche, 2000.
- Aouach, Saint-Seurin-de-Prats (Dordogne), La Part des Anges, 2001.
- La Langue des chiens, Paris, Paris-Méditerranée, 2001.
- Octavio Paz : lettres posthumes à Octavio Paz depuis quelques arcanes majeurs du tarot, Paris, ed. Jean-Michel Place, 2001.
- À la niche les chiens, sl, Brève Bibliothèque en mal d’évasion, II série, volume IX, 2002.
- Poèmes hallucinogènes du Peyotl, Éd. Lézard, 2002.
- Visages de l’échelle, de la chaise et du feu (José Luis Cuevas, peinture), Creil (Oise), Dumerchez, 2003.
- Le Millier de l’air, poème à l’usage des chemins et des bâtons (Jean Capdevielle, illus.), Saint-Clément de Rivière (Hérault), ed. Fata Morgana, 2004.
- De l’équilibre des noms, poème des quatre bâtons de la balance (Giney Ayme, illus.), Paris, Rencontres, 2004.
- Extraits du Chemin (Christine Valcke, illus.), Barriac-en-Rouergue (Aveyron), Trames, 2004.
- Michel Raji danse (Cyril Torres, illus. et textes) (Brigitte Chapou, trad.), Toulouse (collection privée), 2004.
- Paralogisme (José Manuel Bronto, illus.), Paris, Maeght, 2004.
- La Direction de la grêle. Lettres à Jean Capdeville datées du 47 août au 11000 décembre 2002 (Jean Capdeville, illus.), Creil (Oise), Dumerchez, 2005.
- La Spirale du sanglier, L’Échelle (Ardennes), Centre d’Art et de littérature de l’Hôtel Beury, Rencontres, 2005.
- L’Égalité de la balance, collection « Feuillets entre-baillés », coll. dirigée par Daniel Leuwers, 2006.
- L’Électrification du visage (Colette Deblé, illus.), Paris, Cahiers de peauésie de l’Adour, 2006.
- La Troisième main, Toulouse, Trident neuf, 2006.
- Poésie publique / poésie clandestine, poèmes 1975-2005 (anthologie), Bègles, Castor Astral, 2006.
- Nierika, chant de vision de la contre-montagne : poèmes traduits du peyotl, Saint-Martin d’Hères (Isère), Maison de la Poésie Rhône Alpes et Pantin, Le Temps des Cerises, 2007.
- Traité à l’usage des chemins et des bâtons, L’Isle-sur-la-Sorgue (Vaucluse), le Bois d’Orion, 2008.
- Nihil et Consolamentum : bâtons et poèmes cathares (Alem Surre Garcia trad. à l’occitan), Toulouse, Délit ed, 2009.
- Qàu : ne sois pas un poète, sois un corbeau, nous sommes une poignée de corbeaux sur la terre. Manifeste pour une poésie de marche et de manœuvre : opéra-partition, Limoges, Dernier Télégramme, 2009.
- Hypothèses sur l'infini, Cannes, Tipaza, 2009.
- Appel aux survenants : lettre du 200 avril 2004. Suivi de Révélations sur la carte du pendu et du tarot et autres poèmes, Bruxelles, maelstrÖm réEvolution, 2009.
- Bâtons de la différence entre les bruits, Rennes, La Part Commune, 2009.
- Dialectique de la Tour de Pise / Réflexions sur le saumon comme poisson révolutionnaire / Manuel philosophique de guerre sociale / Propositions canines / Poèmes de détournement / Anthologie arbitraire (Daniel Bensaïd, préf.) Limoges, Dernier Télégramme, 2010.
- Droit de voirie, Bruxelles, maelstrÖm réEvolution, 2010.
- Lèpres à un jeune poète : principes élémentaires de philosophie directe / Chroniques de poésie provisoire, engagement, utopie, révolution, poèmes pédagogiques, origine et état des avant-gardes, ethnopoésie, poésies virtuelles et infinitésimales, théorie du poème, poésie orale et sonore, happening, choses vues, Toulouse, Délit ed, 2010.
- Nombre, ligne, marge, majuscule, virgule, parenthèse, signe, page, du point à la soustraction, Creil (Oise), Dumerchez, 2010.
- Rituel des renversements : poèmes soufis pour Michel Raji, danseur chorésophe, Rennes, La Part Commune, 2011.
- Les Poupées de Rivesaltes ne sont pas des poupées devant les soldats (Joan Jordà, illus.), Forcalquier (Alpes de Haute-Provence), Quiero, 2011.
- Le Trésor de la guerre d’Espagne, Honfleur, Zulma, 2011.
- Ahuc, Paris, Flammarion (avec DVD), 2012.
- Chants électro-néolithiques pour Chiara Mulas / Canti elettroneolitici per Chiara Mulas (ed. Bilingue italien-français) (Giovanni Fontana, préf.) (Magherita Orsino, trad.) (Francesca Sensini, collab.), Limoges, Dernier télégramme, 2012.
- Fantasmes d’Ubu Roi et Nouvelles Constellations, Elne (Pyrénées-Orientales), Voix éditions, 2012.
- Tombeau pour un miaulement : poésie provisoire, Mont-de-Marsan, Gruppen, 2013.
- La Boîte aux lettres du cimetière, Paris, Zulma, 2014.
- Le Trésor de la guerre d’Espagne suivi de La Boîte aux lettres du cimetière, Paris, Zulma (réimpressions), 2014.
- La Sardane d’Argelès (Joan Jordà, illus.), Limoges, Dernier Télégramme, 2014.
- Agenda rouge de la résistance chilienne : mouvement indompté du rêve. Suivi d’une lettre de Carmen Castillo à Serge. Marseille, Al Dante, 2014.
- La Barque de pierre : poème pour un pêcheur de Sant Cebrià, Elne (Pyrénées-Orientales), Voix éditions, 2014.
- Le poisson rouge, Tinqueux (Marne), Centre de créations pour l’enfance, 2015.
- Table des négociations : poème slogan pour une artiste-guerrière Ilnu de Mashteuiatsh, Genouilleux (Ain), La Passe du Vent, 2015.
- Un bâton pour Arrabal, Paris, Au crayon qui tue, 2015.
- Jérôme Bosch : avertissements d’alchimie, Elne (Pyrénées Orientales), Voix éditions, 2016.
- L’ange du sable, Fontaine (Isère), ed. Litan, 2016.
- Venger les mots (Bruno Doucey, préf.), Paris, Bruno Doucey, 2016.
- Manifeste magdalénien : critique du temps, Limoges, Le Dernier Télégramme, 2016.

- Histoires sardes d’assassinats, d’espérances et d’animaux particuliers, Bègles, Le Castor Astral, 2017.
- Arcane XI La Force ou le secret de l’escarboucle dévoilé, Bruxelles, maelstrÖm réEvolution, 2017.
- Flamenco, Saint-Sulpice-la-Pointe (Tarn), Les Fondeurs de briques et Limoges, Dernier Télégramme, 2017.
- La mesure du bol et autres distances : poèmes de cérémonie, L’Isle sur la Sorgue (Vaucluse), Le bois d’Orion, 2018.
- Le Coup de dés, Toulouse, Ombú éditions, 2018.
- Mathématique générale de l’infini, Paris, Gallimard, 2018.
- Poésie-action, Paris, Castor Astral, 2018.
- Pour un bébé de ciment, Toulouse, Ombú éditions, 2018.
- Occupation des cimetières, Montfin-sur-Gardon (Gard), ed. Jacques Brémond, 2018.
- Danse avec les bêtes (Richard Conte, illus.), Saint-Benoît-du-Sault (Indre), Tarabuste, 2019.
- Le Carnaval des poètes, Paris, Flammarion, 2019.
- Victor Hugo notre âme des Paris ou Les carnets secrets de la Esmeralda, Sainte-Colombe-sur-Gand (Loire), La Rumeur libre, 2019.
- L’Alphabet des os, Limoges, Dernier Télégramme.
- Ouessant / Enez Eusa : Apocalypse et droits de bris pour Gwenc'hlan Le Scouëzec grand druide et ovade de Bretagne et des continents, Sainte Colombe sur Gand (Loire), La Rumeur libre, 2021.
- Les Pandas de Chengdu ou Le Secret du sixième doigt, Sainte-Colombe-sur-Grand, La Rumeur libre, 2022.
- Poème pour apprendre à lacer ses souliers (Adonis, préf.), Bègles, Le Castor Astral, 2022.
- Tohu-bohu, Soligny-la-Trappe (Orne), Rougier, 2022.

### Obras traduzidas
- Vertenebre / Vertenebra (trad. Luis H. González Córdova, Daniel Sánchez, Felipe Agudelo Tenorio), Mexico, COMA, 1984.
- Nierika, o le memorie del quinto sole, traduit en italien par Alberto Masala, Nuoro, Edizioni Il Maestrale, 2001.
- "Every poem is a decapitated head held up by a single hair", traduzido para o inglês por Yann Lovelock e Patrick Williamson, publicação online, The Red Ceilings Press, UK, 2011
- Nierika. Cantos de visión de la contramontaña. Poemas traducidos del peyoteI (trad. Enrique Flores y Adán Medllín, Mexico, UNAM / CONACULTA, 2013.
- « La lengua arrancada » (trad. Nadia Mondragón) in Mula Blanca, n°13 enero-febrero, Mexico, p. 10-25, 2015.
- « Lepra a joven poeta » (trad. Nadia Mondragón) in Crítica, n°164 abril-mayo, Puebla (Mexico), p. 58-64, 2015.
- The Treasures of the Spanish Civil War, San Francisco (États-Unis), Archipelago, 2020.
- Walter Benjamin – La regla del juego, Quito (Ecuador), Pontificia Universidad Católica del Ecuador, 2023.

### Teatro
- Les Chants de Maldoror, Mexico, Théâtre du Galeon, 1979.
- Le Grand secret de Michaux, Mexico, UNAM, 1980.
- Le Déluge, Toulouse, compagnie Le Cornet à dés, 1988.
- Tauromagie, Copla infinie pour les hommes-taureaux du dimanche (dirigido por Jean-Pierre Armand), Toulouse, compagnie Le Cornet à dés, 1995.
- Les os déterrés de García Lorca, Toulouse, Cave Poésie, 2009.
- Le Trésor de la guerre d’Espagne, Toulouse, Cave Poésie, 2012.
- Auxilio 68, création franco-mexicaine, Théâtre 2 l’Acte et Collectif TeatroSInParedes, mise en scène de Michel Mathieu, Sébastien Lange et David Psalmon, Toulouse, CIAM-La Fabrique, Université Toulouse Jean Jaurès, du 14 au 21 mai 2019.

### Edições
- L’Enfant archéologue, Paris, Artalect, 1987.
- « Les dits devant », Tribu numéro collectif (avec Bernard Noël, Abdelatif Laâbi, André Laudes, Henri Chopin, Seuphor…), Toulouse, Tribu, 1995.
- L’Évangile du serpent (avec Dominique Regef), Toulouse, Tribu, 1995.
- Nihil et Consolamentum (avec Jean-Pierre Lafitte), Toulouse, Tribu et CIAM, 1995.
- Allen Ginsberg à Toulouse (avec Allen Ginsberg, Serge Pey et Yves le Pellec), Rives (Isère), Métamkine, 1996.
- La Maronne (avec A. Strid. Aujargues, ed. Artci-lab, cassette, 1996
- Erratum #1, compilation d’art audio et de poésie sonore, Besançon, Erratum Musical, 1997.
- Les diseurs de musique (Daunick Lazro, Michel Doneda, Lê Quan Ninh), Vandœuvre (Meurthe-et-Moselle), Centre culturel André Malraux, 1998.
- Le Complexe de la viande (avec Laurent Dailleau et Dominique Repecaud), Vandœuvre, 33 Repverni, 2000.
- Live in mhere (Laurent Dailleau, Daniel Kokowitz, Olivier Paquotte et Dominique Répécaud), Vandœuvre, 33 Repverni et Centre culturel André Malraux, 2001.
- Nous sommes cernés par les cibles (André Minvielle, voix), Uzeste (Gironde), ed. du Tilleul, 2002.
- Los afiladores, Tirage limité, 2002.
- Identi’terres 02 (avec Michel Raji), Sigean (Aude), ed. Parc naturel régional de la narbonnaise en Méditerranée, 2002.
- Victor Hugo et les poètes contemporains (avec Benard Noël, Michel Butor, Armand Gatti, Jacques Darras, textes dits par Laurent Terzieff, Jean-Luc Debatisse et Denis Lavant), Paris, Centre de documentation pédagogique et France Culture, 2002.
- Collectif Grains de Sable, Contes rebelles, Récits du sous-commandant Marcos, livre et cd audio, Cherves-Richemont (Charente), Le Muscadier, 2014. Avec Aline Pailler, John Berger, Bonga, Carmen Castillo, Manu Chao, D´ de Kabal, Jolie Môme, Denis Lavant, Nina Miskina, Les Ogres de Barback, Daniel Pennac, Serge Pey, Tamérantong!.
- À l’improviste (avec Kiko Ruiz), émission enregistrée le 15 janvier 2018, Paris, France Culture, 2018.

### Trabalho acadêmico de Serge Pey
- Structures internes et rythmes de développement de la section d’agitation et de propagande du parti communiste français entre les deux guerres, Thèse de troisième cycle dir. par Rolande Trempé, Toulouse, Université Toulouse II Le Mirail, 1976.
- La Langue arrachée ou la poésie d’action. Essai d’analyse et d’histoire de l’oralité dans le poème à la fin du XXème siècle, Thèse de doctorat dir. par Georges Mailhos, Toulouse, Université Toulouse II Le Mirail, 1995.
- La Langue arrachée ou la fonction du poème, Habilitation à Diriger les Recherches, Nice, Université de Nice Sophia-Antipolis, 2017.

### Edições em DVD: videopoemas
- 4 vidéopoèmes du plasticien vidéaste Giney Ayme. (2004 et 2007) Texte et voix de Serge PEY. "Poème des quatre bâtons de la balance" publiés en 2 coffrets DVD aux éditions Rencontres et Incidences. La Coopérative. Centre d'Art et de Littérature. Montolieu (11170)

### Edições em revisão
- Numéros des revues Multiples et Tribu, créées par Serge Pey à Toulouse.
- La revue GRUPPEN publie des textes inédits de Serge Pey dans chacun de ses numéros.
- Doc(K)s Serge Pey (Philippe Castellin, dir), Ajaccio, Akenaton / DOC(K)S, 2003, p. 20-21.

### Artigos de Serge Pey
- La Mère du cercle (André Velter, avant-lire, Jean Vodaine, gravures) Travers n°48, Fougerolles (Haute-Saône), Ph. Marchal & Flo, Junho de 1994. Serge Pey, editor-chefe convidado, Michel Raji, Huilo Ruales, Lê Quan Ninh, Yves Le Pellec, Jean-Noël Hislen, Alem Surre-Garcia in Porte Plumes, n°5 avril 1998, Toulouse, A.D.L.S.O. Fruits de la réalité: entrevista com Huilo Ruales -- Double je: entrevista com Alem Surre-Garcia -- Dança com palavras: entrevista com Michel Raji -- Mangeur de feu: entrevista com Serge Pey -- Porte-Voix: textos de A. Surre-Garcia, J. Ruales, J.-N. Hislen -- Wild Orphan: entrevista com Yves Le Pellec -- Esprit frappeur: entrevista com Lê Quanh Ninh -- Un professeur inédit: entrevista com Jean-Noël Hislen.
- « Poème de la marche de la poésie », Chimères, n° 93, p. 64-67, 2018.
- « Poésie et vérité », Psychanalyse YETU N°141, p. 195-206, 2018.
- « Mathématique générale de l’infini (extraits) (Paris, Gallimard, coll. « Poésie », 2018) », La revue lacanienne, vol. 23, n° 1, p. 191-192, 2022.
- Blog Médiapart de Serge Pey.

## Filmografia
- 2018 : Serge Pey et la Boîte aux lettres du cimetière, documentário dirigido por Francis Fourcou
- Eric Fraj – 50 ans de cançon, documentário dirigido por Patrick La Vau, legendado em francês, Langon (Gironde), Las Nuèits Atipicas, 2022. Contém uma leitura/ação de Eric Fraj e Serge Pey.